# 昭通市
昭通市（しょうつう-し）は中華人民共和国雲南省に位置する地級市。

## 地理
雲貴高原の北方にあり、牛欄江が金沙江（長江上流）に南から合流している。

## 行政区画
1市轄区・1県級市・9県が所属する。
- 市轄区：
  - 昭陽区
- 県級市：
  - 水富市
- 県：
  - 魯甸県・巧家県・塩津県・大関県・永善県・綏江県・鎮雄県・彝良県・威信県

| 昭通市の地図                                                                   |
| ------------------------------------------------------------------------------ |
| 昭陽区 魯甸県 巧家県 塩津県 大関県 永善県 綏江県 鎮雄県 彝良県 威信県 水 富 市 |

### 年表
この節の出典

#### 昭通地区
- 1949年10月1日 - 中華人民共和国雲南省昭通専区が成立。昭通県・魯甸県・巧家県・彝良県・大関県・塩津県・永善県・綏江県・威信県・鎮雄県・会沢県が発足。(11県)
- 1951年12月8日 - 巧家県の一部が西康省西昌専区会理県・寧南県に分割編入。(11県)
- 1952年9月14日 - 威信県の一部が四川省隆昌専区古藺県に編入。(11県)
- 1954年3月2日 - 会沢県の一部が分立し、地級行政区の東川鉱区となる。(11県)
- 1960年9月13日 (9県)
  - 魯甸県が昭通県に編入。
  - 塩津県が大関県に編入。
- 1962年3月27日 - 大関県の一部が分立し、塩津県が発足。(10県)
- 1963年9月14日 - 昭通県の一部が分立し、魯甸県が発足。(11県)
- 1964年6月15日 - 会沢県が曲靖専区に編入。(10県)
- 1970年 - 昭通専区が昭通地区に改称。(10県)
- 1974年7月1日 - 四川省宜賓地区宜賓県の一部(安富公社・水東公社・水川公社)が綏江県に編入。(10県)
- 1974年11月8日 - 綏江県の一部(安富公社・水東公社・水川公社)が分立し、水富区が発足。(10県1区)
- 1981年1月18日 - 昭通県の一部が分立し、昭通市が発足。(1市10県1区)
- 1981年8月14日 - 水富区および綏江県・塩津県の各一部が合併し、水富県が発足。(1市11県)
- 1983年9月9日 - 昭通県が昭通市に編入。(1市10県)
- 2001年1月13日 - 昭通地区が地級市の昭通市に昇格。

#### 昭通市
- 2001年1月13日 - 昭通地区が地級市の昭通市に昇格。(1区10県)
  - 昭通市が区制施行し、昭陽区となる。
- 2018年7月2日 - 水富県が市制施行し、水富市となる。(1区1市9県)
- 2024年1月 - 昭陽区の一部が大関県に編入[3]。(1区1市9県)

## 交通

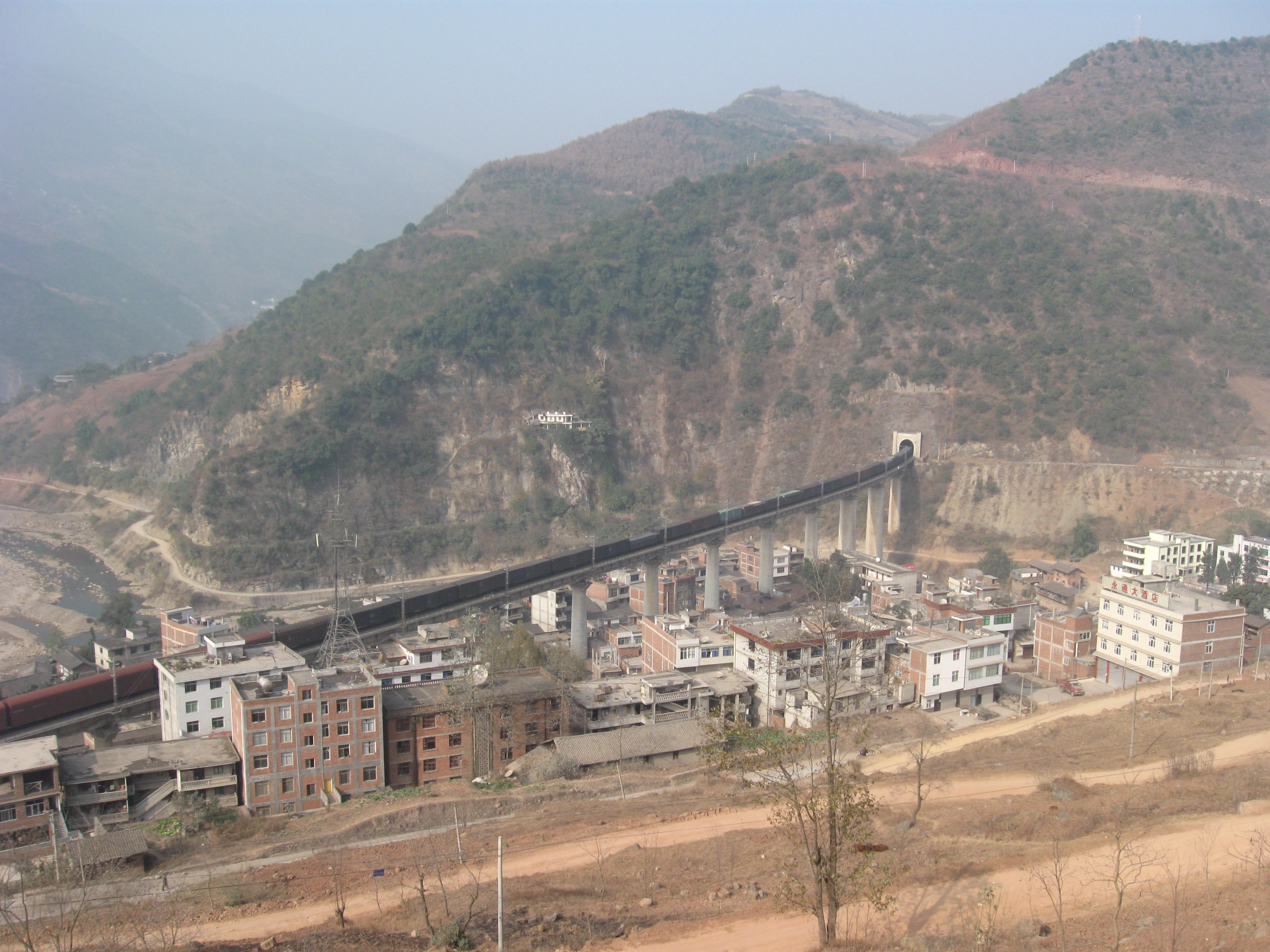
大関県内を走る内昆線の列車

### 航空
- 昭通空港（中国語版）

### 鉄道
- 中国国家鉄路集団
  - 成貴旅客専用線
  - 内昆線

### 道路
- 高速道路
  - 渝昆高速道路
  - S79 畢鎮高速道路
- 国道
  - G213国道
  - G356国道

## その他
オグロヅルなどの越冬地として重要な大山包国家級自然保護区が設定されており、またここはラムサール条約登録地でもある。